# 201019 Oliverwhite
201019 Oliverwhite este o planetă minoră (asteroid) din centura de asteroizi. A fost descoperită pe 6 februarie 2002 la Observatorul Național Kitt Peak de Marc Buie⁠(d). 
Obiectul prezintă o orbită caracterizată de o semiaxă mare de 2,3901953167912 UAi, o excentricitate de 0,19, o înclinație de 0,6 ° în raport cu ecliptica.